# 邹新垓
邹新垓（1915年—1975年），湖南新化縣（今邵陽隆回縣）羅洪鄉人，中國地理學家，鄒氏輿圖世家。
1939年，畢業於清華大學地學系，授業于张印堂、洪恩齐、冯景兰、袁学礼、孙云铸、杨钟健、李宪之、赵九章等人，畢業后留校任職，遂张印堂赴緬甸考察，回國后原本安排赴美深造，后因父邹兴钜病亡，祖父邹永煊急召回鄉主持亞新地學社事務，兼任《地学集刊》主编。1943年，因抗日戰爭西遷貴陽等地，邹新垓并拒絕與國民政府合作。中华人民共和国成立后，参加中国民主建国会，并出任私营上海地图出版社社长。1954年公私合营后，担任地图出版社副总编辑。文化大革命期间受迫害而病亡，世家势衰。